# 原深茗荷科
原深茗荷科（学名：Probathylepadidae）为鎧茗荷目的一个科。.
2015年，中科院海洋研究所科研人员在冲绳海槽水深1200多米的热液区发现了形态特征特别的铠茗荷标本，其柄部没有鳞片，头部具有附板，与铠茗荷目中现有5科的特征存在明显差异，为有柄类向无柄类演化的中间类群。据此建立了原深茗荷科（Probathylepadidae Ren & Sha，2015）和原深茗荷属（Probathylepas Ren & Sha，2015）新种发现原深茗荷（Probathylepas faxian Ren & Sha，2015）。